# Ludwig Karsten
Ludwig Karsten (Oslo, 8 maggio 1876 – Parigi, 19 ottobre 1926) è stato un pittore norvegese.

## Biografia
Allievo dell'Accademia di Monaco, fu impressionato da Edvard Munch e ne trasse ispirazione. Alcune sue opere sono conservate nella Galleria nazionale di Oslo: una copia della Deposizione di Jusepe de Ribera, La tisica (1907) e La cucina blu (1913).